# Canon MP-E 65mm
Il Canon MP-E 65mm f/2.8 Macro è un obiettivo prodotto dalla Canon per i corpi macchina EOS. È un obiettivo con messa a fuoco manuale dotato di attacco Canon EF.
Questa lente è progettata appositamente per la macrofotografia, ed è capace di produrre immagini sul sensore o sulla pellicola ingrandite fino a cinque volte rispetto alle dimensioni del soggetto. L'ingrandimento è continuo, non discreto, e  pertanto è possibile utilizzare dei valori frazionari (p.es. 2.7x).
Canon consiglia di utilizzarlo a priorità dei diaframmi o con l'esposizione manuale.
L'obiettivo non comunica il rapporto d'ingrandimento al corpo macchina, quindi questo non viene memorizzato nei dati EXIF dell'immagine.

## Caratteristiche tecniche
Ha una cortissima profondità di campo, che va da un massimo di 2.24mm a f/16 all'ingrandimento di 1x, fino ad un minimo di 0.048mm a f/2.8 ad un ingrandimento di 5x. È molto sensibile anche alle più piccole vibrazioni, ed un movimento anche impercettibile può rendere la foto fuori fuoco, proprio per via della sua ridottissima profondità di campo. 
La messa a fuoco del MP-E 65mm non può essere impostata su infinito, quindi l'apertura effettiva del diaframma dipende dall'ingrandimento scelto, ed è calcolata con la formula:
Apertura effettiva = (ingrandimento + 1) × apertura
Quindi, l'obiettivo può avere un'apertura massima di f/5.6 all'ingrandimento di 1x ed un'apertura minima di f/96 ad un ingrandimento di 5x. 
Per esempio, ad ingrandimento di 3x con un'apertura indicata di f/8, l'apertura effettiva è di (3 + 1) × 8 = ƒ/32.